# Darabitta strigicosta
Darabitta strigicosta är en fjärilsart som beskrevs av Walker 1858. Darabitta strigicosta ingår i släktet Darabitta och familjen tandspinnare. Inga underarter finns listade i Catalogue of Life.